# 楊倞
楊倞（？—？），虢州弘農縣人，唐朝政治人物。
生平不詳，僅知其為唐憲宗年間人，楊汝士之子，歷官東川節度使、刑部尚書、大理評事。著《荀子注》一書，為現今流傳《荀子》之最早注本，《荀子》一書，以難讀著稱，學者多從楊注。兩《唐書》皆無傳。